# بویوک آقایف
بویوک آقایف (ترکی آذربایجانی: Böyük Məmməd oğlu Ağayev; ۱۰ دسامبر ۱۹۰۷ – ۱۸ اکتبر ۱۹۶۵) یک پزشک و دولت‌مرد آذربایجانی، وزیر بهداشت آذربایجان شوروی و رئیس «مؤسسه دولتی پیشرفت پزشکان آذربایجان» بود.

## زندگی‌نامه
بویوک آقایف در سال ۱۹۰۷ در شهر شوشی به دنیا آمد. در سن ۱۴ سالگی وارد مدرسه تربیت مدرس شوشی شد و پس از پنج سال در یکی از مدارس روستایی استان شماخی شروع به تدریس کرد. بعداً به عنوان بازرس اداره آموزش و پرورش شهرستان شیروان، رئیس اداره آموزش عمومی ناحیه «گوتگاشن» سابق (شهرستان قبله کنونی) مشغول به کار شد. در همان سالها به تحصیلات عالی در رشته آموزش و پرورش به صورت غیرحضوری ادامه داد و در سال ۱۹۳۵ از دانشکنده تربیت مدرس آذربایجان و در سال ۱۹۴۲ از رشته درمان و پیشگیری دانشگاه علوم پزشکی آذربایجان دانش‌آموخته شد.
بویوک آقایف پس از پایان تحصیلات خود به عنوان پزشک مالاریوژیست در یک مرکز اپیدمیولوژیک در گوی‌چای اشتغال یافت و رئیس مرکز گرمسیری کردامیر شد. در سالهای ۱۹۴۸ الی ۱۹۵۳، به عنوان سرپرست ارشد در وزارت کنترل دولتی جمهوری سوسیالیستی آذربایجان شوروی، از آوریل ۱۹۵۳ به عنوان معاون وزیر بهداشت آذربایجان شوروی و از فوریه ۱۹۵۸ به عنوان وزیر بهداشت آذربایجان شوروی کار کرد. از ماه مه سال ۱۹۶۳ تا پایان عمر، ریاست مؤسسه دولتی پیشرفت پزشکان آذربایجان را بر عهده داشت.
بویوک آقایف که از سال ۱۹۴۲ به عضویت حزب کمونیست آذربایجان درآمده بود، همچنین نامزد عضویت در کمیته مرکزی حزب کمونیست آذربایجان شد. وی به ۵-امین انتخاقات دوره شورای عالی آذربایجان شوروی و همچنین به عنوان نماینده مردم شاغل به شورای شهر باکو راه یافت. او نشان لنین (۱۹۶۱) و مدال‌های اتحاد جماهیر شوروی را دریافت کرد.
بویوک آقایف در سال ۱۹۶۵ در باکو درگذشت.